# Gary Trent
Gary Dajaun Trent sr. (Columbus, 22 settembre 1974) è un ex cestista statunitense, professionista nella NBA, in Grecia e in Italia.
È il padre di Gary Trent jr., anch'egli cestista.

## Carriera
Al college frequenta la Ohio University, da cui esce nel 1995, quando viene scelto con il numero 11 dai Milwaukee Bucks. Gioca con i Portland Trail Blazers, i Dallas Mavericks ed i Minnesota Timberwolves. Nel 2004 passa ai campionati europei, con i greci del Panellinios.
Nell'autunno 2005 è ingaggiato dalla Virtus Roma, dove gioca fino al dicembre 2005, quando viene il contratto viene rescisso a causa di problemi alla schiena, precedente non dichiarati allo staff medico della formazione romana.

## Statistiche

### College
| Anno      | Squadra      | PG | PT | MP   | TC%  | 3P%  | TL%  | RP   | AP  | PRP | SP  | PP   |
| --------- | ------------ | -- | -- | ---- | ---- | ---- | ---- | ---- | --- | --- | --- | ---- |
| 1992-1993 | Ohio Bobcats | 27 | 27 | 33,0 | 65,1 | 0,0  | 69,6 | 9,3  | 1,6 | 0,4 | 1,0 | 19,0 |
| 1993-1994 | Ohio Bobcats | 33 | 32 | 36,8 | 57,6 | 27,3 | 72,2 | 11,4 | 2,0 | 0,8 | 1,6 | 25,4 |
| 1994-1995 | Ohio Bobcats | 33 | 31 | 34,4 | 52,7 | 22,9 | 64,2 | 12,8 | 2,4 | 0,6 | 0,8 | 22,9 |
| Carriera  | Carriera     | 93 | 90 | 34,8 | 57,3 | 24,6 | 68,7 | 11,3 | 2,0 | 0,6 | 1,1 | 22,7 |

### NBA

#### Regular Season
| Anno      | Squadra             | PG  | PT  | MP   | TC%  | 3P%  | TL%  | RP  | AP  | PRP | SP  | PP   |
| --------- | ------------------- | --- | --- | ---- | ---- | ---- | ---- | --- | --- | --- | --- | ---- |
| 1995-1996 | Portland T. Blazers | 69  | 10  | 17,7 | 51,3 | 0,0  | 55,3 | 3,4 | 0,7 | 0,4 | 0,2 | 7,5  |
| 1996-1997 | Portland T. Blazers | 82  | 28  | 23,4 | 53,6 | 0,0  | 69,9 | 5,2 | 1,1 | 0,6 | 0,4 | 10,8 |
| 1997-1998 | Portland T. Blazers | 41  | 13  | 24,5 | 49,3 | 44,4 | 69,3 | 5,7 | 1,4 | 0,7 | 0,5 | 11,5 |
| 1997-1998 | Toronto Raptors     | 13  | 7   | 27,3 | 43,8 | 0,0  | 63,3 | 8,0 | 1,1 | 0,6 | 0,6 | 12,2 |
| 1998-1999 | Dallas Mavericks    | 45  | 23  | 30,3 | 47,7 | 0,0  | 61,7 | 7,8 | 1,7 | 0,6 | 0,5 | 16,0 |
| 1999-2000 | Dallas Mavericks    | 11  | 11  | 27,4 | 49,3 | 0,0  | 52,4 | 4,7 | 2,0 | 0,7 | 0,3 | 13,7 |
| 2000-2001 | Dallas Mavericks    | 33  | 4   | 9,7  | 43,8 | 0,0  | 52,8 | 2,8 | 0,3 | 0,4 | 0,2 | 4,0  |
| 2001-2002 | Minnesota T'wolves  | 64  | 10  | 17,8 | 50,7 | 0,0  | 63,9 | 4,2 | 0,9 | 0,3 | 0,4 | 7,5  |
| 2002-2003 | Minnesota T'wolves  | 80  | 22  | 15,3 | 53,5 | 0,0  | 59,4 | 3,6 | 1,0 | 0,4 | 0,3 | 6,0  |
| 2003-2004 | Minnesota T'wolves  | 68  | 2   | 15,1 | 47,3 | 0,0  | 75,8 | 3,2 | 0,7 | 0,2 | 0,3 | 5,6  |
| Carriera  | Carriera            | 506 | 130 | 19,5 | 50,1 | 8,0  | 64,3 | 4,5 | 1,0 | 0,4 | 0,3 | 8,6  |

#### Playoffs
| Anno     | Squadra             | PG | PT | MP   | TC%  | 3P% | TL%  | RP  | AP  | PRP | SP  | PP  |
| -------- | ------------------- | -- | -- | ---- | ---- | --- | ---- | --- | --- | --- | --- | --- |
| 1996     | Portland T. Blazers | 2  | 0  | 5,0  | 25,0 | -   | -    | 0,5 | 0,0 | 0,5 | 0,0 | 1,0 |
| 1997     | Portland T. Blazers | 4  | 0  | 15,3 | 44,8 | 0,0 | 54,5 | 3,0 | 1,0 | 0,0 | 0,3 | 8,0 |
| 2002     | Minnesota T'wolves  | 3  | 0  | 16,0 | 50,0 | -   | 50,0 | 3,0 | 0,3 | 0,0 | 0,0 | 6,3 |
| 2003     | Minnesota T'wolves  | 6  | 0  | 7,0  | 35,7 | -   | 66,7 | 1,2 | 0,2 | 0,2 | 0,0 | 2,3 |
| 2004     | Minnesota T'wolves  | 13 | 0  | 5,5  | 32,0 | 0,0 | 62,5 | 0,9 | 0,2 | 0,0 | 0,0 | 1,6 |
| Carriera | Carriera            | 28 | 0  | 8,3  | 39,8 | 0,0 | 58,1 | 1,5 | 0,3 | 0,1 | 0,0 | 3,1 |